# Imiutfetisj

Imiutfetisj

Het Imiutfetisj is een fetisj uit het Oude Egypte waarbij een opgevulde dierenhuid zonder kop aan een staak in een pot wordt gehangen. 
De functie van dit fetisj is onbekend. Het wordt verbonden met de god van de doden Anubis. De fetisj staat vaak afgebeeld op steles en papyri. In het graf van Toetanchamon werd een beeldje hiervan aangetroffen.

## Gebruikte literatuur
1. ↑  Barnett, M. (1999). Goden en Mythen van de Antieke Wereld. Eke-Nazareth: ADC.